# Wegkreuz (Diebach; Am Sturmiusberg)

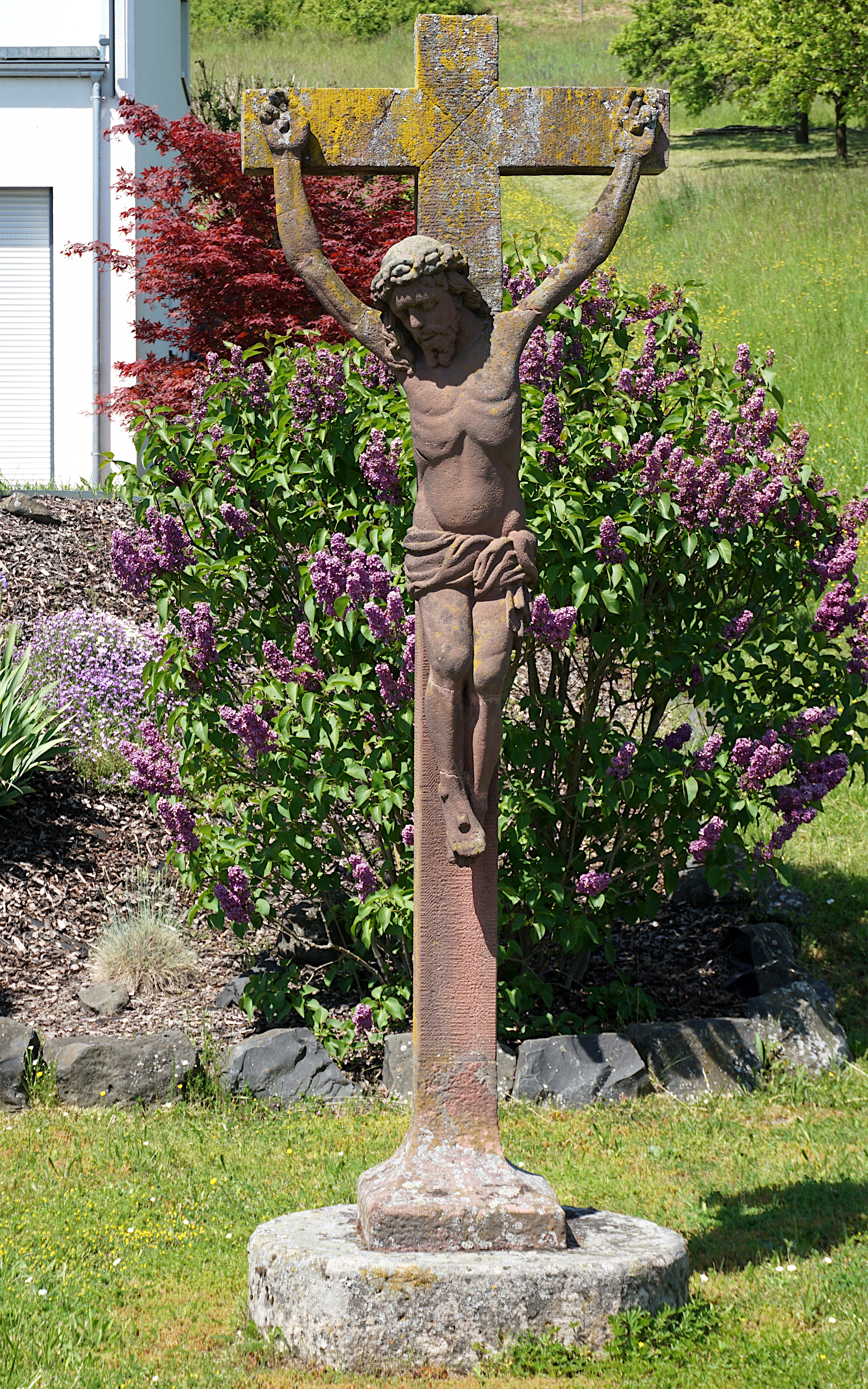
Wegkreuz in Hammelburg, Am Sturmiusberg.

Das Wegkreuz Am Sturmiusberg befindet sich in Diebach, einem Gemeindeteil der Kleinstadt Hammelburg im unterfränkischen Landkreis Bad Kissingen in der Straße Am Sturmiusberg.
Das Wegkreuz gehört zu den Baudenkmälern von Hammelburg und ist unter der Nummer D-6-72-127-95 in der Bayerischen Denkmalliste registriert.

## Beschreibung
Das 280 cm hohe Wegkreuz besteht aus gelbem Sandstein. Er trägt keine Jahreszahl, entstand aber im 19. Jahrhundert.
Das ehemalige Friedhofskreuz steht auf einem Mühlensteinrad und besteht aus einem gestützten Kreuzesstamm mit dem Querschnitt 17 cm × 14,5 cm mit großem Korpus, ohne INRI-Inschrift, mit einem verbreiteten Stammfuß. Der Sockel hat die Abmessungen 30 cm × 90 cm × 67 cm und ist schichtmäßig aufgerichtet. Die Längsbalken werden durch Flacheisen zusammengehalten.